# Ondraszek
 (avril 2021).
Si vous disposez d'ouvrages ou d'articles de référence ou si vous connaissez des sites web de qualité traitant du thème abordé ici, merci de compléter l'article en donnant les références utiles à sa vérifiabilité et en les liant à la section « Notes et références ».
Ondraszek ou Ondra (en fait : Andrzej Fuciman, parfois incorrectement orthographié dans la littérature comme Andrzej Szebesta), né en 1680 à Janovice près de Frydek, baptisé le 13 novembre 1680; décédé le 1er avril 1715 à Sviadnov) est un personnage authentique, devenu légendaire, un hors-la-loi (voleur) des montagnes des Beskides de Moravie-Silésie.

## Biographie
Ondraszek était le fils aîné du maire de Janovice, Andrzej, et de sa femme Dorota. Ses parrains et marraines étaient Jura Korbas et Ewa Czarbol. Andrzej avait huit frères et sœurs plus jeunes: Jan (1682), Kuba (1684), Dora (1686), Anna (1688), Jura (1695) et Katarzyna (1699), et du deuxième mariage de son père avec Zuzanna, la veuve de Jerzy Walki : Tomek (1711) et Marianna (1713).
Selon la tradition et la littérature folklorique, il a étudié au collège classique de Przyborze, mais cela n'est pas confirmé dans les listes d'étudiants.
On ne sait pas quand il a commencé son activité de hors-la loi. Les chercheurs pensent que cela s'est produit au plus tard en 1709, car cette année-là, Jan, le frère cadet d'Ondraszek, est devenu maire de Janovice, alors que selon la coutume, le poste était occupé par le premier-né. On pense qu'Ondraszek n'est pas devenu maire car il était déjà impliqué dans des pratiques de banditisme à l'époque.

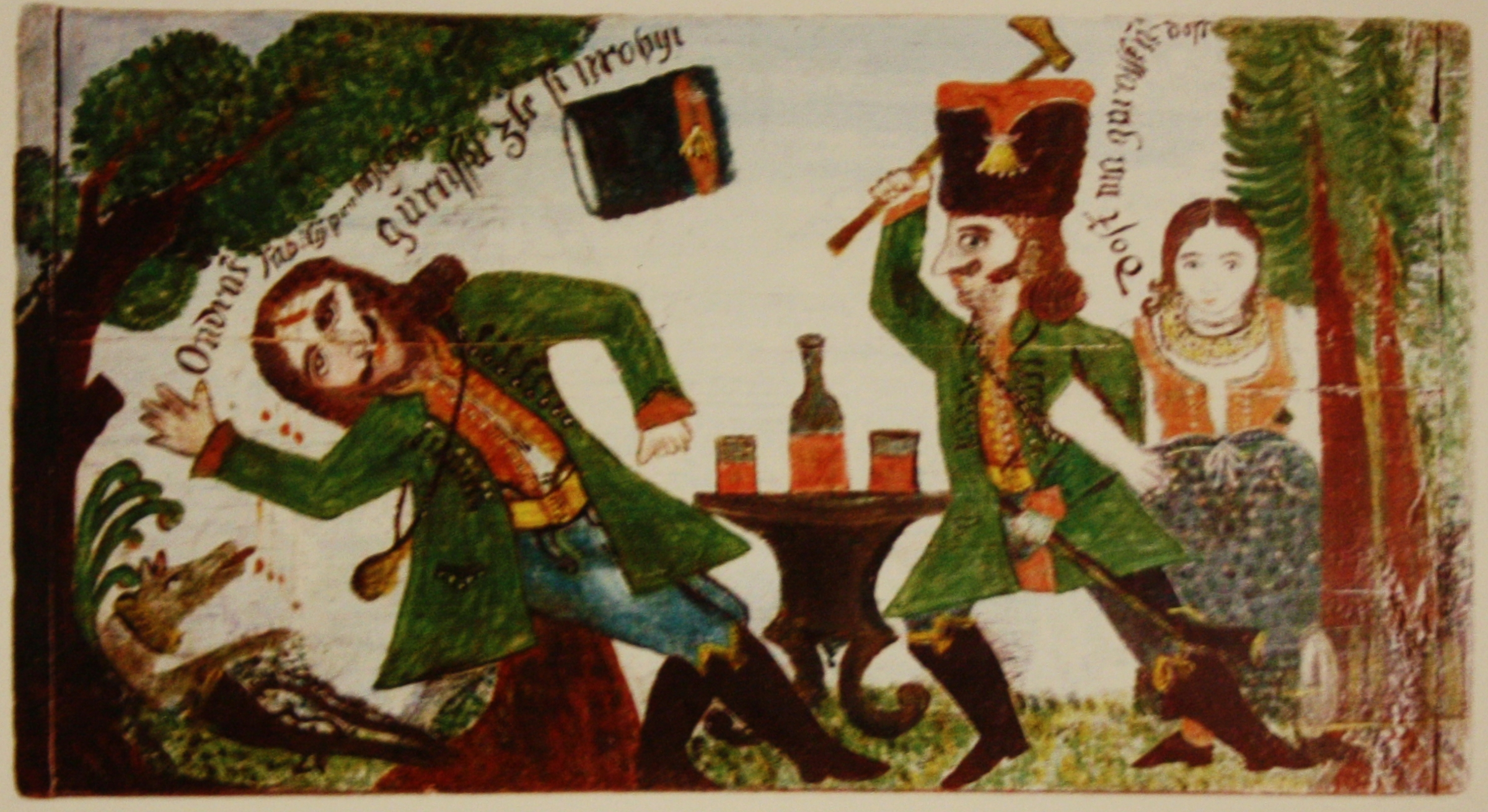
L'assassinat d'Ondraszek

Pendant plusieurs années, il a participé à des vols dans les environs de Lysá hora, à la frontière de Cieszyn en Silésie et en Moravie. Il fut assassiné le 1er avril 1715, dans une auberge de Sviadnov par un membre de son gang, Juraszek, par un coup de ciupaga (hachette des montagnards) sur sa tête, sa mort ayant été mise à prix cent florins par les autorités locales. Le corps d'Ondra a ensuite été démembré sur la place du marché de Frydek afin de décourager des émules. L'assassin d'Ondraszek, Juraszek, après être allé à Cieszyn pour récupérer son prix, a été attrapé là-bas et jeté dans les cachots du château, puis torturé et en est mort. 
Néanmoins, la route commerciale fréquemment choisie a continué d'attirer d'autres voleurs de grand chemin qui ont succédé à Ondraszek, tels que Klimczok et Proćpok.

## La postérité légendaire
Ondraszek est passé dans les récits folkloriques polonais et tchèques comme un défenseur des paysans et ennemi des nobles. Il fait l'objet de nombreux contes, légendes et chansons folkloriques. Un des chansons les célèbres est interprétée par l'Ensemble de chant et de danse "Śląsk". 
Son nom inspira le pseudonyme de l'écrivain silésien et créateur littéraire en dialectes lachs "Óndra Łysohorsky" (Erwin Goj).
Ondraszek est le personnage principal d'un roman de František Sláma, publié en 1891, de Józef Zaleski, publié en 1913–1914 dans Dziennik Cieszyński, d'Adolf Fierla, publié en 1931, et de Gustaw Morcinek, publié en 1953.
Ondraszek est aussi le héros des œuvres du P. Emanuel Grim : le poème Ondraszek et le mariage d'Ondraszek. Il apparaît souvent dans les poèmes de Petr Bezruč, et est également devenu le personnage principal d'un livre de Zofia Kossak.
L'ensemble folklorique officiel des chants et danses de l'armée de la République tchèque porte son nom, tout comme du train PKP Intercity de Bielsko-Biała à Białystok et la maison des étudiants de l'Université de technologie de Silésie à Gliwice.